# ロンドンブーツ1号2号 田村淳のNewsCLUB
田村淳のNewsCLUB（たむらあつしのニュースクラブ）は、文化放送をキーステーションに毎週土曜日13:00 - 14:55に放送されている情報バラエティラジオ番組で、田村淳の冠番組。
2023年までの番組タイトルは『ロンドンブーツ1号2号 田村淳のNewsCLUB』（ロンドンブーツ1ごう2ごう たむらあつしのニュースクラブ）。

## 概要
放送開始は2008年11月13日。お笑いコンビ・ロンドンブーツ1号2号（当時）の田村淳が初めて挑んだ社会情報系バラエティ番組。文化放送を代表する社会派番組になり、淳は第22回参議院議員通常選挙では選挙特番「ロンドンブーツ1号2号 田村淳の選挙CLUB」にメインパーソナリティとして出演した。
2008年11月から2009年3月までと2009年10月から2010年3月までは毎週木曜21:00 - 22:00、2009年4月から9月までは毎週火曜25:00 - 26:00に放送されていた。2010年4月11日放送分から日曜朝7時に移動し、放送時間も30分に短縮された。2011年4月4日放送分から月曜21:00 - 21:30に移動した。
2017年4月8日より土曜13時の2時間番組となり、それまでの収録形態（地方局へのテープネットあり）の番組から、生放送（NRNラインネット）のワイド番組へとリニューアルされることになった。
2020年10月3日の放送で同時間帯の聴取率調査で初めて1位を獲得した。
2024年1月6日より、番組名から『ロンドンブーツ1号2号』が取れ、『田村淳のNewsCLUB』に変更された。

### 番組実現までの経緯
淳は読売新聞の夕刊で2007年9月から2008年2月まで、「田村淳の千思万考」というコラムを月1回のペースで連載していた。コラム内で「政治のことを敬遠していた人が見る政治番組を僕の司会でやらせて」と呼びかけたのだが、その呼びかけに対し文化放送が「ぜひうちで」と応えたのが本番組実現の契機である。

## 出演者
パーソナリティ
- 田村淳（お笑いタレント、元ロンドンブーツ1号2号[注 4]）

アシスタント
- 砂山圭大郎（文化放送アナウンサー、2017年10月14日 - 12月30日、2018年10月6日 - ）※2018年10月の再登板以降、毎週土曜日は朝に『ラジオのあさこ』を担当してから当番組を兼務。オリンピックや年次休暇の際に休演する場合は鈴木が代打することがある。
- 島田さくら（弁護士、2018年1月27日 - 9月22日・2020年10月3日 - 、これ以前にも出演期間あり）※生放送化してからしばらく出演しなくなっていたが、2018年1月から9月まで岩沙との週替わり制で出演を再開。2020年10月から2年ぶりに復帰し、正木との週替わり制で出演。
- 正木裕美（弁護士、2020年10月10日 - ）※島田との週替わり制で出演。

コーナー担当
- 鈴木敏夫（文化放送報道スポーツセンターデスク） - 2時のニュース担当。砂山欠席時代打で担当することもある。

2011年4月から2018年9月まで（2017年10月 - 12月を除く）と、2020年10月からは、文化放送での番組スポンサーであるアディーレ法律事務所の所属弁護士がアシスタントとして参加している。同事務所が提供から一時撤退した2018年10月より砂山が後任として就任。2020年10月からは同事務所の提供復帰により所属弁護士の出演が再開されたが、砂山も続投となったためアシスタント2人体制となった。

### 過去
アシスタント
- 永野景子（文化放送報道スポーツセンター記者、2008年11月13日 - 2011年3月27日）
- 石丸幸人（弁護士、2011年4月4日 - 降板時期不明）
- 篠田恵里香（弁護士、2011年4月25日 - 2017年10月7日、2018年1月6日）※生放送化時点では毎週担当していたが、2017年10月14日から12月30日まで休演。以降も2018年1月6日に1度担当したのを最後に出演していない。
- 岩沙好幸（弁護士、2017年8月5日・8月12日、2018年1月13日 - 9月29日）※2017年8月の篠田の夏休み中の代理出演を経て、2018年1月13日から島田との週替わり制で出演。

## ゲスト
- パトリック・ハーラン
- 田原総一朗
- 安倍昭恵
- 義家弘介
- 江畑謙介
- 加藤秀次（日本PTA全国協議会・専務理事）
- 森永卓郎
- 舛添要一
- 住田裕子
- 河村たかし
- 高野進
- ピーター・バラカン
- 宮嶋茂樹
- 石破茂
- 安倍晋三
- 雨宮処凛
- 渡辺喜美
- 原田泳幸
- 松井孝典
- 重村智計
- 蓮舫
- 原田幸男（医療法人せのがわKONUMA記念東京薬物乱用予防センター所長）
- 阿曽山大噴火
- 吉田たかよし
- 佐藤優
- 牛窪恵
- 小松正之
- 堀江貴文
- 鈴木宗男
- 佐藤ゆかり
- 久保文明
- 戸髙一成
- 大野元裕
- 三浦博史
- 野村総一郎
- 作田明
- 川淵三郎
- 山口一臣
- 黒井文太郎
- テレンス・リー
- みうらじゅん
- 鳥越俊太郎
- 山本太郎
- 渡辺広明

等
生ワイド化以降は基本的に「今週の気になるニュース」「今週のすごい人」でそれぞれ1名ずつゲストが登場している。

## 放送時間の変遷
| 期間           | 期間          | 放送時間（日本時間）                     |
| -------------- | ------------- | ---------------------------------------- |
| 2008年11月13日 | 2009年3月26日 | 毎週木曜日 21:00 - 22:00（60分）         |
| 2009年4月1日   | 2009年9月30日 | 毎週水曜日 1:00 - 2:00（火曜深夜、60分） |
| 2009年10月8日  | 2010年3月25日 | 毎週木曜日 21:00 - 22:00（60分）         |
| 2010年4月11日  | 2011年3月27日 | 毎週日曜日 7:00 - 7:30（30分）           |
| 2011年4月4日   | 2017年3月27日 | 毎週月曜日 21:00 - 21:30（30分）         |
| 2017年4月8日   |               | 毎週土曜日 13:00 - 14:55（115分）        |

## 放送時間

### ネット局
以下の情報は2023年10月現在。全て同時生放送。全局、「radiko」・「radiko.jpプレミアム」で聴取可能。
以下の局で同時ネットされている（ラジオ福島・山口放送・高知放送と、既にネット終了した山形放送は、当該時間帯の前番組『ミスDJリクエストパレード〜8116サタデーアップ!』から引継ぎ）。14時の時報明けには淳による以下のネット局名（実際には自社制作番組のために休止した局も含む）が読み上げられる。地方ネット局は原則としてローカル枠以外は全編ネットするが、自社制作番組編成の都合で、臨時に13時台のみで飛び降り、または14時台のみを飛び乗りで放送とする場合がある。
| 放送対象地域 | 放送局名        | 中断                                                         | 備考 |
| ------------ | --------------- | ------------------------------------------------------------ | --- |
| 関東広域圏   | 文化放送（QR）  | -                                                            | 制作局 |
| 秋田県       | 秋田放送（ABS） | 13:56 - さきがけニュース                                     | 収録番組時代は2014年10月4日 - 2017年4月1日は毎週土曜 17:00 - 17:30に放送。 生ワイド番組化に伴い一旦打ち切られるが、2020年4月から3年ぶりにネット再開。                                                             |
| 山梨県       | 山梨放送（YBS） | 13:55 - YBSラジオニュースと天気予報 13:59 - 県からのお知らせ | 収録番組時代にも毎週土曜日 18:30-19:00（2012年9月までは毎週月曜日 18:30-19:00）に放送されていた。 2021年10月にネット再開。                                                                                        |
| 山口県       | 山口放送（KRY） | 13:55 - 交通情報・KRYニュース                                | 淳と砂山の出身地の地元局であり、地方局では唯一収録形態時代から継続ネット。 2012年4月 - 2013年3月は毎週月曜 20:30 - 21:00、 一旦休止を経て2014年10月11日 - 2017年3月25日は毎週土曜 15:30 - 16:00にネットしていた。 |
| 高知県       | 高知放送（RKC） | 13:55 - 高知新聞ニュース・天気予報                           | 2017年4月8日の生ワイド番組化に伴う新規ネット |

### 臨時ネット局
| 放送対象地域 | 放送局名          | 備考 |
| ------------ | ----------------- | --- |
| 富山県       | 北日本放送（KNB） | 年末年始編成時のみの単発放送（2018年12月29日、2019年12月28日） 両日とも、高原兄の5時間耐久ラジオが休止のため 収録番組時代は2010年3月まで毎週土曜日 22:00-23:00にレギュラー放送していた。 |

### 過去のネット局
| 放送対象地域 | 放送局名          | 中断                                                | 備考 |
| ------------ | ----------------- | --------------------------------------------------- | --- |
| 山形県       | 山形放送（YBC）   |                                                     | 2017年4月8日の生ワイド番組化に伴う新規ネットだったが、 『ALL REQUEST PROGRAM オーレオーレ!』の枠移動に伴い2018年3月24日で打ち切り。 また、2024年10月5日同局の回線切り替えミスにより本番組が14時から30分程度放送された（当日より『サンドウィッチマン ザ・ラジオショーサタデー』（ニッポン放送制作）を14時台に限りネット開始予定だった。ただ14時30分頃からは回線正常化により同番組ネットに切り替えられた）。 |
| 広島県       | 中国放送（RCC）   | 13:55 - 中国新聞ニュース                            | 2020年7月18日 - 8月29日の間の期間限定ネット。 新型コロナウイルス拡大防止の影響で、『松ちゃん・大ちゃんのふくふくサタデー』が休止のため。 『RCCカープデーゲーム中継』のある週は13:55飛び降りまたは全編休止。 |
| 大分県       | 大分放送（OBS）   | 13:55 - トピッカーHOT情報                           | 収録番組時代も一時期毎週日曜 14:00-14:30に放送されていた（ネット時期不明）。 2021年4月3日からネット再開。自社制作番組開始の為2022年9月24日で打ち切り。 |
| 福島県       | ラジオ福島（rfc） | 13:55 - rfcニュース・天気予報                       | 生ワイド番組化に伴う新規ネットであるが 『風とロック CARAVAN福島』や『福島競馬実況中継』のある週は休止。 この関係でネット初回も2017年4月29日にずれ込んだ。 ニッポン放送「サンドウィッチマン ザ・ラジオショーサタデー」ネットのため2023年9月30日で打ち切り。 |
| 石川県       | 北陸放送（MRO）   | 13:55 - フィラー枠（MROミュージックパワーボックス） | 収録番組時代も一時期毎週月曜日 21:00-21:30に放送されていた（2014年9月で終了）。 2022年4月2日から、TBSラジオ（JRN）『週末ノオト』の終了によりネットチェンジする形でネット再開。 当時間帯における文化放送のネットは『みのもんたのウィークエンドをつかまえろ』を2011年に打ち切って以来11年ぶり。 ニッポン放送「サンドウィッチマン ザ・ラジオショーサタデー」ネットのため2023年9月30日で打ち切り。             |

### 収録番組時代のネット局
- 山陽放送 毎週日曜日 13:00 - 14:00
- 長崎放送 毎週土曜日 20:00 - 21:00
- 信越放送 毎週土曜日 21:00 - 22:00
- 熊本放送 毎週金曜日 23:00 - 23:30（2014年10月5日 - 、2015年3月までは毎週日曜日 22:30 - 23:00）

以上の各局と前述の北日本放送は、30分短縮となった2010年3月をもって打ち切られている。
- 東北放送 毎週木曜日 23:00 - 23:30[3]
- 新潟放送 毎週日曜日 16:00 - 16:30（以前は毎週土曜日 19:00 - 20:00だったが2012年4月からの時間帯として再ネットをしてスタートしたが、2014年3月で終了）[4]
- 信越放送 毎週日曜日 13:30 - 14:00[3]
- 福井放送 毎週月曜日 19:00 - 19:30[5]（2014年9月で終了）
- 南海放送 毎週火曜日 18:00 - 18:30
  - 2011年10月 - 2012年3月[6]
  - 2012年10月 - 2013年3月[3]
  - 2013年10月 - 2014年3月[7]
- 琉球放送（JRN単独加盟局） 毎週月曜日18:30 - 19:00（2012年3月までは毎週日曜日 17:30 - 18:00）[4]
- 宮崎放送 毎週日曜日 9:30 - 10:00
※2010年10月よりネット開始したが2011年3月で終了。
- 静岡放送 毎週金曜日 21:00 - 21:30[3]（2010年3月まで毎週土曜日 19:00 - 20:00、2010年10月から毎週土曜日19:00 - 19:30に放送していた。2012年10月から再ネット）
- 西日本放送 毎週金曜日 23:30 - 24:00[4]
- RKB毎日放送（JRN単独加盟局） 毎週土曜日 26:30 - 27:00
※2010年3月までは毎週土曜日 27:00 - 28:00で
放送していた（2012年10月より再ネット）。
- 長崎放送 毎週土曜日 20:00 - 20:30[5]
- NBCラジオ佐賀 毎週土曜日 20:00 - 20:30[5]

## タイムテーブル
（2023年4月 - ）
| 時間  | 内容                    | 備考 |
| ----- | ----------------------- | --- |
| 13:00 | オープニング            | |
| 13:08 | 今週の気になるニュース① | |
| 13:20 | 今週の気になるニュース② | |
| 13:35 | 今週のすごい人（前半）  | |
| 13:55 | 【ローカル枠】          | 文化放送・・・天気予報（気象協会）・交通情報（JARTIC）・メール紹介 秋田放送・・・さきがけニュース 山口放送・・・KRYニュース・交通情報（JARTIC） 高知放送・・・高知新聞ニュース |
| 14:00 | 2時のニュース           | ネット局でもそのまま放送 |
| 14:05 | 今週のすごい人（後半）  | |
| 14:25 | 淳の部活                | |
| 14:45 | 今週の悩める人          | |
| 14:52 | エンディング            | |

## 放送時間変更・休止など
- 文化放送での放送は月曜21:00 - 21:30の放送時、月曜日に『文化放送ライオンズナイターマンデースペシャル』が組み込まれる場合は当番組を火曜日～金曜日の別平日21:00 - 21:30（2012年まではナイターシーズン中の『文化放送ホームランナイター』の日曜日21:00 - 21:30の場合あり）に振り替えて放送される場合があった。なお、放送日･時間が変更される時は事前に番宣CMが流れて「今度の放送は○月○日○曜日夜9:00から」と言う告知があった。
  - ただし、10月 - 3月期にスポーツ特番が月曜日に組み込まれてしまった場合は当番組を休止し、翌週・翌々週に順送りされた。（2011年4月以降当番組のスポンサーになっている企業のCMはスポーツ特番内にてCMが振替放送された。）
- 土曜13:00への移動後の休止例は以下の通り。
  - 1月の第1土曜日が1月2日もしくは3日と重なった場合、『（文化放送）新春スポーツスペシャル 箱根駅伝実況中継』のため、ネット局も含めて全編休止となる。本番組のネット局は、14:00まで駅伝中継をネットするが、14:00以降については各局個別で特別編成が組まれる。直近では2021年1月2日が該当する。
  - 2018年3月24日は、『ジャパネット presents ニッポン放送・文化放送・TBSラジオ共同制作 ラジオのみらい』を編成したため文化放送では休止となったが、同番組は全国ネットとされなかったため、山形放送・山口放送・高知放送の3局に向けて本番組の裏送りが行われた（ラジオ福島は『風とロック CARAVAN福島』のため元々休止。山形放送では奇しくもこの回がネット最終回となった）。
  - 2018年9月29日は、前日に埼玉西武ライオンズがパシフィック・リーグ優勝マジックを1としたため、文化放送では「文化放送スポーツスペシャル 西武対ソフトバンク・実況中継」が編成され急遽休止となり、本番組については当初予定されていた内容でラジオ福島・山口放送・高知放送の3局に向けて裏送りされた。
  - 2022年1月1日は、文化放送で元日特番（『桂宮治の新春シバハマらくご祭り』『東尾修&松坂大輔対談～あなたに会えてよかった』）を編成するため、ネット局も含めて全編休止。ネット局は各局個別で特別編成が組まれるが、一部の放送枠で前述の文化放送の元日特番の時差ネットに充てる局もある。